# Joë Caligula, du suif chez les dabes
Pour plus de détails, voir Fiche technique et Distribution.
Joë Caligula, du suif chez les dabes est un film policier français réalisé par José Bénazéraf en 1966.

## Synopsis
Comme dans le Caligula de Camus, Joe, un petit voyou du Midi, est amoureux de sa sœur. Il monte à Paris avec elle et toute sa bande, dans l'intention délibérée de mettre le milieu à feu et à sang. La guerre des gangs, entre vieux barons respectueux des codes et jeunes nihilistes, sera sans merci.

## Fiche technique
- Réalisation : José Bénazéraf
- Scénario : Gérard Trion
- Adaptation et dialogues : José Bénazéraf
- Assistant réalisateur : Jean Streff
- Musique : Jacques Loussier, Eddy Mitchell, les Bowlers interpretant Il est trop tard et non Ronnie Bird comme crédité sur le DVD, ce dernier n'étant pas sous contrat avec la maison de disque Barclay comme les autres artistes présents dans ce film. La chanson Trouble est interprétée par Vince Taylor
- Image : Étienne Becker
- Son : Jean Bertrand
- Production : Les Films du Chesne
- Durée : 85 minutes
- Dates de sortie : 
  - France : 8 janvier 1969
  - Allemagne : 29 août 1969 (Director's cut)

## Distribution
- Gérard Blain : Joë Caligula
- Jeanne Valérie : Brigitte, la sœur de Joë
- Ginette Leclerc : Ariane
- Maria Vincent : Léa
- Junie Astor : Une compagne de gangster
- Kim : Paul
- Jean-Jacques Daubin : Alexandre
- Pierre Senor : Jean
- Marcel Gassouk : Antoine
- Michel Lemoine (non crédité)

## Autour du film
Joë Caligula, tourné en 1966, a tout d'abord échoué à obtenir un visa d'exploitation, ce qui en empêchait la sortie. La Commission de classification des œuvres cinématographiques, dans une note du 22 juin 1966, « recommande l’interdiction totale pour la raison suivante : l’auteur a soigneusement accumulé, sans aucune justification de caractère artistique ou intellectuel, les scènes de violence, de torture et d’érotisme. Il en résulte un film totalement immoral, qui ne fait qu’illustrer le crime et les sentiments pervers et qui ne peut se prévaloir, en contrepartie d’aucun aspect positif, sur quelque plan que ce soit ». Le film sort finalement le 8 janvier 1969, allégé de certaines scènes.